# عنبورة
عنبورة قرية وبلدية تتبع منطقة مصياف في غرب محافظة حماة في سورية.
تقع بلدية عنبورة على بعد 6 كم شمال مصياف ويتبع لها بالإضافة إلى قرية عنبورة قريتي قيرون وجوبة كلخ ومزرعة الشقيف (قصر سيف الدولة). يبلغ عدد سكان هذه القرى 4000 نسمة يعمل غالبيتهم بالزراعة، وتعتبر أشجار التين والزيتون من أهم الحاصلات الزراعية يليها الجوز والرمان.
ويعتبر وادي قيرون منطقه سياحية جميلة حيث يمتد باتجاه شمال - جنوب أكثر من 3 كم ويقع بين جبلين وهو مشجر بأشجار الجوز والرمان وضمنه عدد من الينابيع ويخترقه نهر حيالين مصياف ــ دير شميل.
كما يوجد عدد من المناطق الأثرية مثل قصر سيف الدولة الذي يقع على تلة مرتفعة، وعلى جوانب هذه التلة عدد من المغاور والكهوف سكنتها عدة حضارات وهي محاطة بأشجار البلوط الشامخة.